# Forum mondial pour l'harmonisation des réglementations sur les véhicules
Le Forum mondial pour l’harmonisation des règlements sur les véhicules (World Forum for Harmonization of Vehicle Régulations) aussi appelé WP.29 est un groupe de travail de la Commission économique pour l'Europe des Nations unies (UNECE). Il crée un ensemble uniforme de réglementations pour la conception des véhicules pour aider au commerce international, européen puis mondial.
Le forum travaille sur des règlements qui couvrent des domaines aussi variés que la sécurité des véhicules, la protection de l'environnement, l'efficacité énergétique et la performance anti-vol.
On trouve également l’appellation officielle Forum mondial pour l’harmonisation des règlements concernant les véhicules.
Officiellement le forum doit administrer trois accords de l'ONU sur les véhicules à moteur:
- l'accord de 1958, prescriptions d’essai uniformes axées sur les performances et des procédures administratives permettant l’octroi d’homologations de type
- l'accord de 1998, règlements techniques mondiaux ou RTM,
- l'accord de 1997 sur le contrôle technique périodique des véhicules en circulation[1]

Certaines parties comme l'Union européenne, ont bati leur législation sur des règlements de l’ONU annexés à l’Accord de 1958, mais ces règlements sont également appliqués volontairement par des pays tiers.
Sont également intégrés à l'accord de 1958 des RTM établis avec des parties de l’Accord de 1998, comme le Canada, les États-Unis d’Amérique, l’Inde ou la république populaire de Chine.
Le forum travaille dans différents groupes de travail d'experts:
- Sécurité active des véhicules et de leurs éléments (prévention des collisions)
- Sécurité passive des véhicules et de leurs éléments (comportement au choc)
- Considérations liées à l’environnement
- Considérations générales de sécurité[1].

## Accord de 1958

Marquage E
La marque d'homologation ci-dessus indique que l'équipement automobile a été homologué en Allemagne (E1)

L'essentiel du travail du Forum repose sur l'accord de 1958, intitulé « Accord concernant l'adoption de prescriptions techniques uniformes applicables aux véhicules à roues, aux équipements et aux pièces susceptibles d'être montés ou utilisés sur un véhicule à roues et les conditions de reconnaissance réciproque des homologations délivrées conformément à ces prescriptions ». Cela constitue un cadre juridique permettant aux pays participants d'adopter un ensemble commun de règlements de la CEE-ONU pour l'homologation des véhicules et des pièces détachées. Lorsqu'un article est approuvé pour un règlement par un pays participant, l'approbation est acceptée par tous les autres pays participants.
À l'origine, l'accord de 1958 ne permettait que la participation des pays membres de la CEE[Laquelle ?], mais en 1995, l'accord a été révisé pour permettre aux non-membres de la CEE de participer.
Les éléments approuvés comme répondant à un règlement de la CEE-ONU sont marqués d'un E et d'un nombre, dans un cercle. Le numéro indique le pays qui a approuvé l'article et les autres lettres et chiffres qui l'entourent indiquent la date et le règlement précis qui ont été respectés.

### Liste des pays participants

Pays participants

Situation en 2020, les participants à l'accord de 1958, avec leur code pays UNECE, sont :
| Code | Pays        |
| ---- | ----------- |
| 1    | Allemagne   |
| 2    | France      |
| 3    | Italie      |
| 4    | Pays-Bas    |
| 5    | Suède       |
| 6    | Belgique    |
| 7    | Hongrie     |
| 8    | Tchéquie    |
| 9    | Espagne     |
| 10   | Serbie      |
| 11   | Royaume-Uni |
| 12   | Autriche    |
| 13   | Luxembourg  |
| 14   | Suisse      |
| 16   | Norvège     |
| 17   | Finlande    |
| 18   | Danemark    |

| Code | Pays                 |
| ---- | -------------------- |
| 19   | Roumanie             |
| 20   | Pologne              |
| 21   | Portugal             |
| 22   | Fédération de Russie |
| 23   | Grèce                |
| 24   | Irlande              |
| 25   | Croatie              |
| 26   | Slovénie             |
| 27   | Slovaquie            |
| 28   | Biélorussie          |
| 29   | Estonie              |
| 31   | Bosnie-Herzégovine   |
| 32   | Lettonie             |
| 34   | Bulgarie             |
| 36   | Lituanie             |
| 37   | Turquie              |
| 39   | Azerbaïdjan          |

| Code | Pays                    |
| ---- | ----------------------- |
| 40   | République de Macédoine |
| 41   | Andorre                 |
| 42   | Communauté européenne   |
| 43   | Japon                   |
| 45   | Australie               |
| 46   | Ukraine                 |
| 47   | Afrique du Sud          |
| 48   | Nouvelle-Zélande        |
| 49   | Chypre                  |
| 50   | Malte                   |
| 51   | République de Corée     |
| 52   | Malaisie                |
| 53   | Thaïlande               |
| 54   | Albanie                 |
| 56   | Monténégro              |
| 57   | Saint-Marin             |
| 58   | Tunisie                 |

| Code | Pays        |            |
| ---- | ----------- | ---------- |
| 60   | Géorgie     |            |
| 62   | Égypte      |            |
| 63   | Nigeria     |            |
| 64   | (Pakistan)  |            |
| 65   | Uganda      | 22.10.2022 |
| 66   | Philippines | 02.01.2023 |
| 67   | Viet Nam    | 26.07.2023 |
| 68   | Kyrgyzstan  | 01.09.2023 |

La plupart des pays, même s'ils ne participent pas formellement à l'accord de 1958, reconnaissent les règles de l'UNECE et autorisent l'utilisation et l'importation des véhicules approuvés par la Communauté européenne[réf. nécessaire].

### Langue des règlements
Les règlements officiels de la CEE-ONU annexés à l'accord de 1958 sont plutôt adoptés en anglais, en français et en russe, mais pour nombre d'entre eux, environ 133, des traductions existent pour environ 24 langues de l'Union européennes.

### Organisation des règlements
Les règlements sont ajoutés en tant qu'addendum à l'accord 1958. La première version d'un règlement est en série 00. Ces règlements peuvent être amendés, le premier amendement dans une série porte le numéro 1. Certains de ces amendements peuvent définir une nouvelle série à l'intérieur du règlement. La texte de la nouvelle série peut à la fois être consolidé (une nouvelle révision de la série précédente) et amendés. Par ailleurs, les corrections ne concernent que des sujets mineurs.

### Liste des règlements
- Règlement no 1 - Prescriptions uniformes relatives à l'homologation des projecteurs pour véhicules automobiles émettant un faisceau-croisement asymétrique et/ou un faisceau-route et équipés de lampes à incandescence catégorie R2
- Règlement no 3 - Prescriptions uniformes relatives à l'homologation des dispositifs catadioptriques pour véhicules à moteur et leurs remorques
- Règlement no 4 - Prescriptions uniformes relatives à l'homologation des dispositifs d'éclairage de la plaque arrière d'immatriculation des véhicules automobiles (à l'exception des motocycles) et de leurs remorques
- Règlement no 5 - Prescriptions uniformes relatives à l'homologation des projecteurs scellés («sealed beam») pour véhicules automobiles émettant un faisceau-croisement asymétrique européen ou un faisceau-route ou les deux faisceaux
- Règlement no 6 - Prescriptions uniformes relatives à l'homologation des indicateurs de direction des véhicules automobiles et de leurs remorques
- Règlement no 7 - Prescriptions uniformes relatives à l'homologation des feux-position avant et arrière, des feux-stop et des feux-encombrement des véhicules à moteur (à l'exception des motocycles) et de leurs remorques
- Règlement no 8 - Prescriptions uniformes relatives à l'homologation des projecteurs pour véhicules automobiles émettant un faisceau-croisement asymétrique et/ou un faisceau-route et équipés de lampes à incandescence halogènes H1, H2, H3, HB3, HB4 et/ou H7
- Règlement no 10 - Prescriptions uniformes relatives à l'homologation des véhicules en ce qui concerne la compatibilité électromagnétique
- Règlement no 12 - Prescriptions uniformes relatives à l'homologation des véhicules en ce qui concerne la protection du conducteur contre le dispositif de conduite en cas de choc
- Règlement no 13 - Prescriptions uniformes relatives à l'homologation des véhicules des catégories M, N et 0 en ce qui concerne le freinage
- Règlement no 13-H - Prescriptions uniformes relatives à l'homologation des voitures particulières en ce qui concerne le freinage
- Règlement no 14 - Prescriptions uniformes relatives à l'homologation des véhicules en ce qui concerne les ancrages de ceintures de sécurité sur les voitures particulières
- Règlement no 16 - Prescriptions uniformes relatives à l'homologation des ceintures de sécurité et des systèmes de retenue pour les occupants adultes des véhicules à moteur
- Règlement no 17 - Prescriptions uniformes relatives à l'homologation des véhicules en ce qui concerne les sièges, leur ancrage et les appuis-tête
- Règlement no 19 - Prescriptions uniformes relatives à l'homologation des feux-brouillard avant pour véhicules automobiles
- Règlement no 20 - Prescriptions uniformes relatives à l'homologation des projecteurs pour véhicules automobiles émettant un faisceau-croisement asymétrique et/ou un faisceau-route et équipés de lampes halogènes à incandescence (lampes H4)
- Règlement no 21 - Prescriptions uniformes relatives à l'homologation des véhicules en ce qui concerne leur aménagement intérieur
- Règlement no 22 - Prescriptions uniformes relatives à l'homologation des casques de protection pour conducteurs et passagers de motocycles et de cyclomoteurs
- Règlement no 23 - Prescriptions uniformes relatives à l'homologation des feux-marche arrière pour véhicules à moteur et pour leurs remorques
- Règlement no 24 - Prescriptions uniformes relatives: 
  - I. à l'homologation des moteurs à allumage par compression (APC) en ce qui concerne les émissions de polluants visibles;
  - II. à l'homologation des véhicules automobiles en ce qui concerne l'installation d'un moteur APC d'un type homologué;
  - III. à l'homologation des véhicules automobiles équipés d'un moteur A-PC en ce qui concerne les émissions de polluants visibles du moteur;
  - IV. à la mesure de la puissance des moteurs APC.
- Règlement no 25 - Prescriptions uniformes relatives à l'homologation des appuis-tête incorporés ou non dans les sièges des véhicules
- Règlement no 27 - Prescriptions uniformes relatives à l'homologation des triangles de présignalisation
- Règlement no 28 - Prescriptions uniformes relatives à l'homologation des avertisseurs sonores et des automobiles en ce qui concerne leur signalisation sonore
- Règlement no 29 - Prescriptions uniformes relatives à l'homologation des véhicules en ce qui concerne la protection des occupants d'une cabine de véhicule utilitaire
- Règlement no 30 - Prescriptions uniformes relatives à l'homologation des pneumatiques pour automobiles et leurs remorques
- Règlement no 31 - Prescriptions uniformes relatives à l'homologation des projecteurs automobiles constitués par des blocs optiques halogènes («sealed beam» unit) (Bloc optique SBH) émettant un faisceau-croisement asymétrique et/ou un faisceau-route
- Règlement no 32 - Prescriptions uniformes relatives à l'homologation des véhicules en ce qui concerne le comportement de la structure du véhicule heurté en cas de collision par l'arrière
- Règlement no 33 - Prescriptions uniformes relatives à l'homologation des véhicules en ce qui concerne le comportement de la structure du véhicule heurté en cas de collision frontale
- Règlement no 37 - Prescriptions uniformes relatives à l'homologation des lampes à incandescence destinées à être utilisées dans les feux homologués des véhicules à moteur et de leurs remorques
- Règlement no 38 - Prescriptions uniformes relatives à l'homologation des feux-brouillard arrière pour les véhicules à moteur et leurs remorques
- Règlement no 44 - Prescriptions uniformes relatives à l'homologation des dispositifs de retenue pour enfants à bord des véhicules à moteur («dispositifs de retenue pour enfants»)
- Règlement no 49 - Prescriptions uniformes relatives à l'homologation des moteurs à allumage par compression (APC) et des véhicules équipés de moteurs APC en ce qui concerne les émissions de polluants par le moteur
- Règlement no 50 - Prescriptions uniformes relatives à l'homologation des feux-position avant, des feux-position arrière, des feux-stop, des indicateurs de direction et des dispositifs d'éclairage de la plaque d'immatriculation arrière pour les cyclomoteurs, les motocycles et les véhicules y assimilés
- Règlement no 51 - Prescriptions uniformes relatives à l'homologation des véhicules à moteur ayant au moins quatre roues, en ce qui concerne le bruit
- Règlement no 54 - Prescriptions uniformes relatives à l'homologation des pneumatiques pour véhicules utilitaires et leurs remorques
- Règlement no 55 - Prescriptions uniformes relatives à l'homologation des pièces mécaniques d'attelage des ensembles de véhicules
- Règlement no 56 - Prescriptions uniformes relatives à l'homologation des projecteurs pour cyclomoteurs et véhicules y assimilés
- Règlement no 57 - Prescriptions uniformes relatives à l'homologation des projecteurs pour motocycles et véhicules y assimilés
- Règlement no 58 - Prescriptions uniformes relatives à l'homologation: I. des dispositifs arrière de protection anti-encastrement; II. des véhicules en ce qui concerne le montage d'un dispositif arrière de protection anti-encastrement d'un type homologué; III. des véhicules en ce qui concerne leur protection contre l'encastrement à l'arrière.
- Règlement no 65 - Prescriptions uniformes relatives à l'homologation des feux spéciaux d'avertissement pour automobiles
- Règlement no 66 - Prescriptions uniformes relatives à l'homologation des véhicules de grande capacité pour le transport de personnes en ce qui concerne la résistance mécanique de leur superstructure
- Règlement no 69 - Prescriptions uniformes relatives à l'homologation des plaques d'identification arrière pour véhicules lents (par construction) et leurs remorques
- Règlement no 70 - Prescriptions uniformes relatives à l'homologation des plaques d'identification arrière pour véhicules lourds et longs
- Règlement no 72 - Prescriptions uniformes relatives à l'homologation des projecteurs pour motocycles émettant un faisceau-croisement asymétrique et un faisceau-route et équipés de lampes halogènes (lampes HS1)
- Règlement no 73 - Prescriptions uniformes relatives à l'homologation des véhicules utilitaires, des remorques et des semi-remorques, en ce qui concerne leur protection latérale
- Règlement no 76 - Prescriptions uniformes relatives à l'homologation des projecteurs pour cyclomoteurs émettant un faisceau-croisement et un faisceau-route
- Règlement no 77 - Prescriptions uniformes relatives à l'homologation des feux de stationnement pour les véhicules à moteur
- Règlement no 79 - Prescriptions uniformes relatives à l'homologation des véhicules en ce qui concerne l'équipement de direction
- Règlement no 80 - Prescriptions uniformes relatives à l'homologation des sièges des autocars et de ces véhicules en ce qui concerne la résistance des sièges et de leurs ancrages
- Règlement no 82 - Prescriptions uniformes relatives à l'homologation des projecteurs pour cyclomoteurs équipés de lampes halogènes à incandescence (lampes HS2)
- Règlement no 83 - Prescriptions uniformes relatives à l'homologation des véhicules en ce qui concerne l'émission de polluants selon les exigences du moteur en matière de carburant
- Règlement no 84 - Prescriptions uniformes relatives à l'homologation des véhicules équipés d'un moteur à combustion interne en ce qui concerne la mesure de la consommation de carburant
- Règlement no 85 - Prescriptions uniformes relatives à l'homologation des moteurs à combustion interne destinés à la propulsion des véhicules automobiles des catégories M et N en ce qui concerne la mesure de la puissance nette
- Règlement no 87 - Prescriptions uniformes relatives à l'homologation des feux-circulation diurnes pour véhicules à moteur
- Règlement no 88 - Prescriptions uniformes relatives à l'homologation des pneus rétroréfléchissants pour véhicules à deux roues
- Règlement no 91 - Prescriptions uniformes relatives à l'homologation des feux-position latéraux pour les véhicules à moteur et leurs remorques
- Règlement no 98 - Dispositions uniformes concernant l'homologation des projecteurs de véhicules à moteur munis de sources lumineuses à décharge
- Règlement no 99 - Prescriptions uniformes relatives à l'homologation des sources lumineuses à décharge pour projecteurs homologués de véhicules à moteur
- Règlement no 100 - Prescriptions uniformes relatives à l'homologation des véhicules électriques à battérie en ce qui concerne les prescriptions particulières applicables à la construction, à la sécurité fonctionnelle et aux dégagements d'hydrogène
- Règlement no 101 - Prescriptions uniformes relatives à l'homologation des voitures particulières équipées d'un moteur à combustion interne en ce qui concerne la mesure des émissions de dioxyde de carbone et de la consommation de carburant et des véhicules des catégories M1 et N1 équipés d'un réseau de traction électrique en ce qui concerne la mesure de la consommation d'énergie électrique et de l'autonomie
- Règlement no 102 - Prescriptions uniformes relatives à l'homologation: I. d'un dispositif d'attelage court (DAC); II. de véhicules en ce qui concerne l'installation d'un type homologue de DAC.
- Règlement no 103 - Prescriptions uniformes relatives à l'homologation de catalyseurs de remplacement pour les véhicules à moteur
- Règlement no 104 - Prescriptions uniformes relatives à l'homologation des marquages rétroréfléchissants pour véhicules lourds et longs et leurs remorques
- Règlement no 105 - Prescriptions uniformes relatives à l'homologation des véhicules destinés au transport de marchandises dangereuses en ce qui concerne leurs caractéristiques particulières de construction
- Règlement no 106 - Prescriptions uniformes concernant l'homologation des pneumatiques pour véhicules agricoles et leurs remorques
- Règlement no 107 - Prescriptions uniformes relatives à l'homologation des véhicules à deux étages pour le transport des voyageurs en ce qui concerne leurs caractéristiques générales de construction
- Règlement no 108 - Prescriptions uniformes relatives à l'homologation de la fabrication de pneumatiques rechapés pour les véhicules automobiles et leurs remorques
- Règlement no 109 - Prescriptions uniformes relatives à l'homologation de la fabrication de pneumatiques rechapés pour les véhicules utilitaires et leurs remorques
- Règlement no 110 - Prescriptions uniformes relatives à l'homologation: I. des organes spéciaux pour l'alimentation du moteur au gaz naturel comprimé (GNC) sur les véhicules; II. des véhicules munis d'organes spéciaux d'un type homologué pour l'alimentation du moteur au gaz naturel comprimé (GNC) en ce qui concerne l'installation de ces organes.
- Règlement no 111 - Prescriptions uniformes relatives à l'homologation des véhicules-citernes des catégories N et O en ce qui concerne la stabilité au retournement
- Règlement no 112 - Prescriptions uniformes relatives à l'homologation des projecteurs pour véhicules automobiles émettant un faisceau de croisement asymétrique ou un faisceau de route ou les deux à la fois et équipés de lampes à incandescence
- Règlement no 113 - Prescriptions uniformes relatives à l'homologation des projecteurs pour véhicules automobiles émettant un faisceau de croisement symétrique ou un faisceau de route ou les deux à la fois et équipés de lampes à incandescence
- Règlement no 114 - Prescriptions uniformes relatives à l'homologation: I. d'un module de coussin gonflable pour systèmes de coussin(s) gonflable(s) de deuxième monte; II. d'un volant de direction de deuxième monte muni d'un module de coussin gonflable d'un type homologué; III. d'un système de coussin(s) gonflable(s) de deuxième monte autre qu'un système monté sur un volant de direction.
- Règlement no 115 - Prescriptions uniformes relatives à l'homologation: I. des systèmes spéciaux d'adaptation au GPL (gaz de pétrole liquéfié) pour véhicules automobiles leur permettant d'utiliser ce carburant dans leur système de propulsion; II. des systèmes spéciaux d'adaptation au GNC (gaz naturel comprimé) pour véhicules automobiles leur permettant d'utiliser ce carburant dans leur système de propulsion.
- Règlement no 116 - Prescriptions techniques uniformes relatives à la protection des véhicules automobiles contre une utilisation non autorisée
- Règlement no 117 - Prescriptions uniformes relatives à l'homologation de pneumatiques en ce qui concerne le bruit de roulement et l'adhérence sur sol mouillé
- Règlement no 118 - Prescriptions uniformes relatives au comportement au feu des matériaux utilisés dans l'aménagement intérieur de certaines catégories de véhicules à moteur
- Règlement no 119 - Prescriptions uniformes relatives à l'homologation des feux d'angle pour les véhicules à moteur
- Règlement no 120 - Prescriptions uniformes relatives à l'homologation des moteurs à combustion interne destinés aux tracteurs agricoles et forestiers ainsi qu'aux engins mobiles non routiers en ce qui concerne la puissance nette, le couple net et la consommation spécifique
- Règlement no 121 - Prescriptions uniformes relatives à l'homologation des véhicules en ce qui concerne l'emplacement et les moyens d'identification des commandes manuelles, des témoins et des indicateurs
- Règlement no 122 - Prescriptions uniformes concernant l'homologation des véhicules des catégories M, N et O en ce qui concerne leur système de chauffage
- Règlement no 123 - Prescriptions uniformes concernant l'homologation des systèmes d'éclairage avant adaptifs (AFS) destinés aux véhicules automobiles
- Règlement no 124 - Prescriptions uniformes relatives à l'homologation des roues pour voitures particulières et leurs remorques
- Règlement no 125 - Prescriptions uniformes concernant l'homologation des véhicules automobiles en ce qui concerne le champ de vision vers l'avant du conducteur
- Règlement no 126 - Prescriptions uniformes concernant l'homologation de systèmes de cloisonnement visant à protéger les passagers contre les déplacements de bagages et ne faisant pas partie des équipements d'origine du véhicule
- Règlement no 127 - Prescriptions uniformes concernant l'homologation des véhicules automobiles en ce qui concerne la sécurité des piétons
- Règlement no 128 - Prescriptions uniformes concernant l'homologation des sources lumineuses à diodes électroluminescentes (DEL) destinées à être utilisées dans les feux homologués des véhicules à moteur et leur remorque
- Règlement no 129 - Prescriptions uniformes relatives à l'homologation des dispositifs de retenue pour enfants utilisés à bord des véhicules automobiles (ECRS)
- Règlement no 130 - Prescriptions uniformes relatives à l'homologation des véhicules à moteur en ce qui concerne le système d'avertissement de franchissement de ligne (LDWS)
- Règlement no 131 - Prescriptions uniformes relatives à l'homologation des véhicules à moteur en ce qui concerne les systèmes avancés de freinage d'urgence (AEBS)
- Règlement no 132 - Prescriptions uniformes relatives à l'homologation des dispositifs antipollution de mise à niveau (DAM) destinés aux véhicules utilitaires lourds, tracteurs agricoles et forestiers et engins mobiles non routiers à moteurs à allumage par compression
- Règlement no 133 - Prescriptions uniformes relatives à l'homologation des véhicules automobiles en ce qui concerne leur aptitude à la réutilisation, au recyclage et à la valorisation
- Règlement no 134 - Prescriptions uniformes relatives à l'homologation des véhicules automobiles et de leurs composants en ce qui concerne les prescriptions de sécurité des véhicules fonctionnant à l'hydrogène
- Règlement no 135 - Prescriptions uniformes concernant l'homologation des véhicules en ce qui concerne leur comportement lors des essais de choc latéral contre un poteau
- Règlement no 136 - Prescriptions uniformes relatives à l'homologation des véhicules de la catégorie L en ce qui concerne les dispositions particulières applicables à la chaîne de traction électrique
- Règlement no 137 - Prescriptions uniformes relatives à l'homologation des voitures particulières en cas de choc avant, l'accent étant mis sur les dispositifs de retenue
- Règlement no 138 - Prescriptions uniformes relatives à l'homologation des véhicules à moteur silencieux en ce qui concerne leur audibilité réduite
- Règlement no 138 - Prescriptions uniformes relatives à l’homologation des voitures particulières en ce qui concerne le système d’assistance au freinage d'urgence (AFU)
- Règlement no 140 - Prescriptions uniformes relatives à l’homologation des voitures particulières en ce qui concerne les systèmes de contrôle électronique de la stabilité (ESC) GRVA
- Règlement no 141 - Prescriptions uniformes relatives à l’homologation des véhicules en ce qui concerne leur système de surveillance de la pression des pneumatiques (TPMS) GRBP
- Règlement no 142 - Prescriptions uniformes relatives à l’homologation des voitures particulières en ce qui concerne le montage des pneumatiques
- Règlement no 143 - Prescriptions uniformes concernant l’homologation des systèmes d’adaptation des moteurs de véhicules utilitaires lourds à la bicarburation, conçus pour les moteurs diesel des véhicules utilitaires lourds et les véhicules utilitaires lourds à moteur diesel
- Règlement no 144 - Prescriptions uniformes portant sur :
  - Ia. Les éléments des dispositifs automatiques d’appel d’urgence (AECC)
  - Ib. Les dispositifs automatiques d’appel d’urgence (AECD), destinés à être installés sur les véhicules des catégories M 1 et N 1
  - II. Les véhicules en ce qui concerne leur système automatique d’appel d’urgence (AECS), lorsqu’ils sont équipés d’un AECD d’un type homologué
  - III. Les véhicules en ce qui concerne leur système automatique d’appel d’urgence (AECS), lorsqu’ils sont équipés d’un AECD d’un type non homologué
- Règlement no 145 - Prescriptions uniformes relatives à l’homologation des véhicules en ce qui concerne les systèmes d’ancrage ISOFIX, les ancrages pour fixation supérieure ISOFIX et les positions i-Size
- Règlement no 146 - Prescriptions uniformes relatives à l’homologation des véhicules automobiles et de leurs composants en ce qui concerne la sécurité des véhicules des catégories L 1 , L 2 , L 3 , L 4 et L 5 fonctionnant à l’hydrogène
- Règlement no 147 - Prescriptions uniformes relatives à l’homologation des pièces mécaniques d’attelage des ensembles de véhicules agricole
- Règlement no 148 - Prescriptions uniformes relatives à l’homologation des dispositifs (feux) de signalisation lumineuse pour les véhicules à moteur et leurs remorques
- Règlement no 149 - Prescriptions uniformes relatives à l’homologation des dispositifs (feux) et systèmes d’éclairage de la route pour les véhicules à moteur
- Règlement no 150 - Prescriptions uniformes relatives à l’homologation des dispositifs et marquages rétroréfléchissants pour les véhicules à moteur et leurs remorques
- Règlement no 151 - Prescriptions uniformes relatives à l’homologation des véhicules à moteur en ce qui concerne le système de surveillance de l’angle mort pour la détection des vélos
- Règlement no 152 - Prescriptions uniformes relatives à l’homologation des véhicules des catégories M 1 et N 1 en ce qui concerne leur système actif de freinage d’urgence

- Règlement no 153 - Prescriptions uniformes relatives à l’homologation des véhicules en ce qui concerne l’intégrité du système d’alimentation en carburant et la sûreté de la chaîne de traction électrique en cas choc arrière
- Règlement no 155 - Prescriptions uniformes relatives à l’homologation des véhicules en ce qui concerne la cybersécurité et de leurs systèmes de gestion de la cybersécurité
- Règlement no 156 - Prescriptions uniformes relatives à l’homologation des véhicules en ce qui concerne les mises à jour logicielles et le système de gestion des mises à jour logicielles
- Règlement no 157 - Prescriptions uniformes relatives à l’homologation des véhicules en ce qui concerne leur système automatisé de maintien dans sa voie
- Règlement no 158 - Prescriptions uniformes relatives à l’homologation des véhicules en ce qui concerne leur dispositif d’aide à la vision lors des manœuvres en marche arrière et des véhicules à moteur en ce qui concerne la détection par le conducteur d’usagers de la route vulnérables derrière le véhicule
- Règlement no 159 - Prescriptions uniformes relatives à l’homologation des véhicules en ce qui concerne leur système de détection de piétons et de cyclistes au démarrage
- Règlement no 160 - Prescriptions uniformes relatives à l’homologation des véhicules en ce qui concerne leur système d'enregistreur de données de route EDR (Event Data Recorder)
- Règlement no 161 - Prescriptions uniformes relatives à l’homologation des véhicules à moteur contre une utilisation non autorisée (au moyen d’un système de verrouillage)
- Règlement no 162 - Prescriptions uniformes relatives à l’homologation d'un véhicule en ce qui concerne son dispositif d'immobilisation
- Règlement no 163 - Prescriptions uniformes relatives à l’homologation d'un véhicule en ce qui concerne son système d'alarme
- Règlement no 164 - Prescriptions uniformes relatives à l’homologation des pneumatiques à crampons en ce qui concerne leur performance sur la neige
- Règlement no 164 - Prescriptions uniformes relatives à l’homologation des pneumatiques à crampons en ce qui concerne leur performance sur la neige
- Règlement no 165 - Prescriptions uniformes relatives à l’homologation des avertisseurs sonores de marche arrière et des véhicules à moteur en ce qui concerne leurs signaux sonores d’avertissement de marche arrière
- Règlement no 166 - Prescriptions uniformes relatives à l’homologation des dispositifs et des véhicules à moteur en ce qui concerne la perception par le conducteur de la présence d’usagers de la route vulnérables à proximité immédiate de l’avant et des côtés du véhicule
- Règlement no 166 - Prescriptions uniformes relatives à l’homologation des dispositifs et des véhicules à moteur en ce qui concerne la perception par le conducteur de la présence d’usagers de la route vulnérables à proximité immédiate de l’avant et des côtés du véhicule
- Règlement no 167 - Prescriptions uniformes relatives à l’homologation des véhicules à moteur en ce qui concerne la vision directe
- Règlement no 168 - Prescriptions uniformes relatives à l’homologation des voitures particulières et des véhicules utilitaires légers en ce qui concerne les émissions en conditions réelles de conduite (RDE)
- Règlement no 168 - Prescriptions uniformes relatives à l’homologation des voitures particulières et des véhicules utilitaires légers en ce qui concerne les émissions en conditions réelles de conduite (RDE)[4].
- Règlement no 169 Prescriptions uniformes relatives à l’homologation des enregistreurs de données de route pour véhicules utilitaires lourds
- Règlement no 170 Prescriptions uniformes relatives à l’homologation des systèmes de retenue pour enfants aux fins de la sécurité des enfants transportés par autobus et autocar
- Règlement no 171 systèmes d’aide à la conduite[5], DCAS 'Driver-Control Assistance Systems', entrée en vigueur en 2024;
- Règlement no 172 pneumatiques rechapés en ce qui concerne l’adhérence sur neige et le classement dans la catégorie des pneumatiques traction[5], Document adopté en 2024[note 1]

Propositions de règlements nouveaux en février 2025
- Règlement no 173 ceintures de sécurité, des systèmes de retenue, des systèmes de retenue pour enfants, des systèmes de retenue pour enfants ISOFIX et des systèmes de retenue pour enfants i-Size[5]
- Règlement no 174  témoins de port de ceinture[5]
- Règlement no 175 ACPE (proposé, en attente de validation par les États) Prescriptions uniformes relatives à l’homologation des voitures particulières en ce qui concerne le contrôle de l’accélération en cas d’erreur de pédale (ACPE), entrée en vigueur prévue en 2025.
- Règlement no 176 Proposition de nouveau règlement ONU concernant l’assistance relative au champ de vision[7],[8].

L'un des règlements les plus récents, le 157, sorti en 2020 porte sur le système automatisé de maintien dans sa voie (Automated Lane Keeping System).
Les règlements sur l'eCall, les mises à jour logicielles ou la cybersécurité concerne en partie le véhicule connecté.
D'autres règlements sont en projet, comme le règlement DCAS (Driver Control Assistance System) qui pourrait porter le no 171.
D'autres règlements sont proposés comme le règlement ELKS (système d’urgence de maintien dans la voie).

## Accord de 1998
| °  | Règlement | Date d'inscription |
| -- | --- | ------------------ |
| 1  | Serrures et organes de fixation des portes | 18 novembre 2004   |
| 2  | Méthodes de mesure applicable aux motocycles équipés de moteurs à allumage commandé ou d'un moteur à allumage par compression en ce qui concerne les émissions de gaz polluants, etc. et la consommation de carburant          | 22 juin 2005       |
| 3  | Systèmes de freinage des motocycles | 15 novembre 2006   |
| 4  | Procédure d'essais applicable aux moteurs à allumage par compression et des moteurs à allumage commandé alimentés au gaz naturel (GN) ou au gaz de pétrole liquéfié (GPL) en ce qui concerne les émissions de polluants gazeux | 15 novembre 2006   |
| 5  | Prescriptions techniques applicables aux systèmes de diagnostic embarqué (OBD) pour véhicules routiers | 15 novembre 2006   |
| 6  | Vitrages de sécurité pour véhicules à moteurs et leurs équipements | 12 mars 2008       |
| 7  | Appui-tête | 13 mars 2008       |
| 8  | systèmes de contrôle de stabilité | 26 juin 2008       |
| 9  | Règlement technique mondial sur la sécurité des piétons | 14 novembre 2018   |
| 10 | Règlement technique mondial - émissions hors cycle (OCE) | 24 juin 2009       |
| 11 | Règlement technique mondial - émissions des moteurs des tracteurs agricoles et forestiers et des engins mobiles non routiers                                                                                                   | 12 novembre 2009   |
| 12 | Règlement technique mondial sur l’emplacement, les moyens d’identification et le fonctionnement des commandes, témoins et indicateurs sur les motocycles                                                                       | 17 novembre 2011   |
|    | {...} |                    |
| 16 | Règlement technique mondial sur les pneumatiques | 17 novembre 2016   |
|    | {...} |                    |
| 20 | Règlement technique mondial sur la sécurité des véhicules électriques | 14 mars 2018       |
| 21 | Determination of Electrified Vehicle Power (DEVP) |                    |
| 22 | In-vehicle Battery Durability for Electrified Vehicles |                    |
| 23 | Durability of pollution-control devices for two- and three-wheelers |                    |
| 24 | Laboratory Measurement of Brake Emissions for Light-Duty |                    |

Un nouveau règlement technique mondial est proposé pour la détermination de la puissance des véhicules électriques.

## Accord de 1997
Liste des règles:
- Règle n° 1: Prescriptions uniformes relatives au contrôle technique périodique des véhicules à roues en ce qui concerne la protection de l’environnemen
- Règle n° 2: Prescriptions uniformes relatives au contrôle technique périodique des véhicules à roues en ce qui concerne leur aptitude à la circulation
- Règle n° 3: Contrôle technique périodique des véhicules à moteur alimentés au gaz naturel comprimé (GNC) et/ou au gaz de pétrole liquéfié (GPL) ou au gaz naturel liquéfié (GNL)
- Règle n° 4: Prescriptions uniformes relatives au contrôle technique périodique des véhicules à moteur équipés d’un système de propulsion électrique ou hybride en ce qui concerne leur aptitude à la circulation

## Publication
Les règlements peuvent être consultés librement sur le site Web du WP.29, ou achetés au NBN Book Network de l'ONU aux États-Unis.
Les règlements applicables dans l'Union européenne et traduits dans les langues de l'union européenne sont également consultables sur le site web de l'union européenne.